# Čelada iz Agrisa
Čelada iz Agrisa (francosko: Casque d'Agris) je slovesna keltska čelada iz okoli leta 350 pr. n. št., ki je bila najdena v jami v bližini Agrisa, Charente, Francija, leta 1981. To je mojstrovina keltske umetnosti in se je verjetno uporabljala za slovesnosti in ne za bitko. Čelada je sestavljena iz železne kape, ki je popolnoma prekrita z bronastimi trakovi. Bronza je pokrita z nenavadno čistimi zlatimi listi, z vgrajenimi koralnimi dekoracijami, pritrjenimi s srebrnimi zakovicami. Najdena je bila tudi ena zaščita za obraz, ki je iz podobnega materiala in oblike. Čelada je večinoma okrašena v zgodnjimi keltskimi vzorci, so pa tudi poznejši keltski motivi in znaki etruščanskega ali grškega vpliva. Kakovost zlata kaže, da je bila čelada morda narejena lokalno v atlantski regiji.

## Odkritje
Čelada iz Agrisa je bila najdena v jami v bližini Angoulême leta 1981. Perratska jama je bila znana že več tedov, ko so jamarji od 9. do 10. maja 1981 našli dva sosednja sprednja dela čelade. Posamezni deli so bili med ostanki jazbečevega brloga v glavni komori jame. Ekipa za izkopavanje je našla ostanke zlatega lista, dva drobca, ki sta povezana sestavljala večji trikotni del in nato čelado, ki je bila dobro ohranjeno, razen dela, ki so ga jazbeci raztrgali.
Znaki na lokaciji so kazali, da je bila ta naseljena od bronaste dobe skozi železno dobo, galsko-rimsko obdobje in v srednji vek. Vhod se je zrušil in zaprl jamo v 13. ali 14. stoletju n. št.. V času odkrivanja so skoraj vse dele čelade poškodovale živali. Leta 1983 so med izkopavanji odkrili tri okrašene fragmente ščitnika s strani čelade. Drugi deli so bili najdeni leta 1986, vključno osnova čelnega grebena, nekaj metrov stran od koder je bila odkrita čelada. Zdi se, da so se tam znašli naključno, bodisi zaradi ljudi ali jazbeci. Drugi ščitnik obraza in okrašen vrh čelade niso našli.
Vlada je kupila najdene predmete od lastnika zemljišča. Čelado je obnovil Laszlo von Lehóczky pri Rimsko-germanskem osrednjem muzeju (Mainz). Zdaj ga hrani Musée d'Angoulême v Angoulêmeju v Franciji. Čelada velja za mojstrovino keltske umetnosti in je bila prisotna na več mednarodnih razstavah. Prav tako je bila podlaga za grafični roman Le casque d'Agris (2005).

## Kontekst
Izkopavanja v letu 2002 kažejo, da je bil jamski vhod zastražen s steno iz blata in jarkom in bi bil svetišče do zgodnjega rimskega imperija. Čelada je bila izolirana, brez znakov človeškega pokopa in je bila namerno zakopana. V času zakopavanja so bili vsaj nekateri zunanji okraski odrezani in postavljeni v notranjost čelade. Bila je skrbno postavljena. Arheologi, ki so jo našli mislijo, da je bila morda pokopani kot del rituala za podzemeljske duhove. Rimski viri pravijo, da  keltski bojevniki na splošno niso nosili čelad. Čelada bi bila uporabljena za razkazovanje in bi označevala visoko stopnjo lastnika ali željo, da bi pridobil tak položaj.
Čelada izhaja iz zgodnjega latenskega obdobja. Zlato je izjemno čisto,  čelada je med najstarejšimi prefinjenimi zlatimi predmeti zahodne Evrope. Najdena je bila zahodno od večine drugih primerov kovinskega materiala latenske kulture. V Franciji je bilo najdenih nekaj podobnih predmetov v Amfreville-sous-les-Monts (Normandija), Saint-Jean-Trolimon (Bretanja) in Montlaurès pri Narbonnu (Aude) in v Italiji v Canosa di Puglia. 
Oblika notranjega železnega pokrova je podobna vrsti čelad, ki so jih večinoma našli v osrednjih Alpah. Maska iz bronastih trakov kaže na italijanske čelade tipa Montefortino. Palmetno zasnovana zasnova jo povezuje z zgodnjim slogom latenske kulture. Večina motivov v dekoraciji sodi v prvi zahodni slog kulture ali pa so iz tega sloga natančno izpeljani. Drugi motivi so iz vmesne stopnje s slogom Waldalgesheim.
Znanstveniki se razlikujejo glede datacije čelade. V dokumentu iz leta 2001 José Gomez De Soto predlaga sredino ali drugo polovico 4. stoletja. D. W. Harding pravi, da stratigrafska povezava čelade z fibulo tipa Dux iz La Tène B in drugi znaki kažejo, da je bila izdelana v poznejšem delu 4. stoletja. V dokumentu iz leta 2010 Gomez de Soto in Stephane Verger sklepata, da dekoracije, gledano kot celota, kažejo, da je bila čelada izdelana v 2. četrtletju ali sredi 4. stoletja.

## Struktura
Čelada je bila opisana kot džokejska čepica, vendar je "zaklep" kape dejansko zaščitil vrat. Velikost je 21,4 centimetra  in 23 krat 19 centimetrov bočno. Notranjost je iz železa, ki je sedaj močno razjeden. Narejen je iz enega samega kosa kovanega železa, pri čemer je zaščita vratu zakrivljena na hrbtu. Železo je v celoti pokrito z okrasnimi bronastimi pasovi z nizko reliefno dekoracijo, ki je deloma oblikovana z ulivanjem in delno z cizeliranjem.  Štirje široki vodoravni trakovi iz brona so na zunanji površini v celoti prekriti z zlatimi listi. Okras vsebuje vgrajene kabošone in polirane korale.
Vse reliefne dekoracije so bile oblikovane na bronastih trakovih, preden je bila narejena pozlata. Zlati listi, debeli približno 70 mikronov, so bili pritrjeni s pritiskom na bronasto reliefno orodje z orodjem, ki je bilo lahko izdelan iz lesa ali kosti. Zlati listi bi se držali na mestu z žlebovi in imitacijo filigranskega posnetka v bronu. Koralni kabošoni so bili na bron pritrjeni s srebrnimi zakovicami, katerih glave so okrašene z motivi, kot so diamanti ali palmovi listi. Včasih je bila vdolbina, ki drži korale, vsaj delno zlata, preden je bila postavljena korala. Zlati list se je nato po koralnem nanosu velikodušno uporabil, da je oblikoval majhno skodelico. 
Lice je fino obdelano. Ščitnik za obraz (paragnathide) ter stranski in zgornji okraski so iz istega materiala in tehnike kot glavna čelada. Obstajajo znaki, da so bili uporabljeni tudi organski materiali, kot sta les in usnje.

## Okras
Čelada je posebej bogato okrašena. Glavna tema je serija palmet, pri čemer so v številne palmete in bunkice vdelane korale. Okras je razporejen v tri pasove, ki so popolnoma prekriti z rastlinskimi vzorci. Številni različni vzorci, združeni v zapletene kompozicije, delajo čelado za eno najbogatejših starodavnih keltskih umetniških del.
Na spodnji in zgornji plošči so v frizi formalno razporejeni v niz nepovezanih palmet. Osrednji okrasni elementi temeljijo na formalni razporeditvi S-krivulj, ki se končajo v nabreknjenih listih, s polnilnim vzorcem, ki vključuje palmete, liste z vejicami in nad-in-pod vitice. Vratnik ima manj formalne in bolj tekoče vzorce. Ščitnik za obraz ima palmete, v katerem je mogoče videti kot zvito kačo, ki se zdi, da ima rog. Rogate kače so pogosto najdene v rimsko-keltskih delih v Veliki Britaniji in Franciji, vendar zelo redko v začetku latenske dobe. Opis na čeladi ima lahko poseben pomen.
Okras v glavnem odraža zgodnji slog keltske umetnosti iz 5. stoletja, vendar so nekateri motivi značilni za Waldalgeshimski slog iz 4. stoletja. Osrednji deli kažejo podobnosti z Waldalgesheimskimi zapestnicami. To kaže, da je bila čelada izdelana v prvi polovici 4. stoletja. Velike palmete s sedmimi cvetnimi listi v spodnjem pasu in glavni friz v osrednjem pasu so morda navdihnile arhitekturne terakote iz tirenske centralne Italije v 5. in 4. stoletju. Varovalo vratu združuje slog Waldalgesheima z elementi grškega ali etruščanskega dela 4. stoletja. 
- Okras na vratu
- Okras spodnjega pasu
- Okras na sredini
- Okras zgoraj

## Izvor
Kot izvor čelade so bile predlagane tri glavne regije keltskega sveta. Prva je severna ali srednja jadranska regija v Italiji. Nekateri menijo, da so nove rastlinske kompozicije razvili keltski obrtniki, ki so se naselili v Italiji in so bili pod vplivom etruščanskih ali grških obrtnikov, s katerimi so imeli neposreden stik. Kompleksnost montaže in dekoracije je mogoče razložiti z bližino naprednih centrov za obdelavo kovin, kot so Taranto ali Kampanija. Ugovor je, da so bile vse keltske čelade iz obdobja, najdenega v Italiji, v enem kosu. Tisti, ki imajo zakrivljene vratne dele, so bili najdeni v Alpah, regijah severno od Alp ali atlantske regije.
Druga predlagana regija izvora je severnoalpsko območje, ki je nastalo kot starodavno središče keltske kulture. Materiali in tehnike ter splošna sestava in dekoracija se zdi, da so med najboljšimi keltskimi deli iz 5. stoletja iz te regije. Konična oblika vrha čelade se zdi, da izhaja iz keltskih čelad od začetka druge železne dobe. Kjer so bile te okrašene, so bili okraski v nadzorovanih pasovih. Nekateri detajli rastlinskega okrasja so zelo podobni majhnim keltskim okraskom iz Avstrije, alpskih regij in zahodne Švice. To je območje, kjer se najpogosteje odkrivali čelade z zakrivljenimi vratnimi ščitniki.
Tretja možnost je, da je bila čelada izdelana na območju, kjer je bila najdena. Je ena izmed majhnih prestižnih čelad, ki so bile večinoma najdene v zahodni Franciji, najbolj znana pa je popolnoma okrašena čelada iz Amfreville-sous-les-Monts v Eure. Vse so bile narejene iz železne ali bronaste kape, prekrite s trakovi iz druge kovine, ki so bile popolnoma okrašene. Imajo rdeče okraske, večinoma korale. V tej regiji najdemo tudi zakrivljene vratne kose.
Zlati vzorci iz različnih delov čelade so izjemno čisti, običajno 99% zlata, 0,5% srebra in 0,2% bakra. Ta stopnja čistosti je v starodavnem svetu zelo nenavadna. Analiza grških in etruščanskih predmetov tega obdobja kaže veliko večjo vsebnost srebra. Najstarejše predmete s to stopnjo čistosti so našli na jugozahodu Loare, regije, ki vključuje Agris. Edini primerljivi predmeti so keltski nakit iz 3. stoletja iz te regije. Verjetno so na zahodu izdelane čelade od obrtnikov, usposobljenih v severni alpski šoli. Zlato je lahko prišlo iz rudnikov na zahodu Centralnega masiva, ki so delovali že od petega stoletja pred našim štetjem. Druga kakovostna dela keltske umetnosti so bila najdena v zahodni regiji, zato je lokalni izvor povsem mogoč. 